# Bernd Leno
Bernd Leno (ur. 4 marca 1992 w Bietigheim-Bissingen) – niemiecki piłkarz występujący na pozycji bramkarza w angielskim klubie Fulham oraz w reprezentacji Niemiec.

## Kariera klubowa
Leno jest wychowankiem VfB Stuttgart. W 2011 podpisał z klubem nowy kontrakt, który miał trwać do 2014, jednak 10 sierpnia 2011 został wypożyczony do Bayeru 04 Leverkusen do 31 grudnia 2011. 30 listopada 2011 podpisał definitywny, 5,5-letni kontrakt z Bayerem obowiązujący od 1 stycznia 2012. Pierwszy mecz w Lidze Mistrzów rozegrał przeciwko Chelsea, gdzie Leverkusen uległo 2–0. W sezonie 2013/14 został wybrany najlepszym bramkarzem Bundesligi. 14 kwietnia 2018 roku, w zwycięskim starciu z Eintrachtem Frankfurt rozegrał 300 mecz w barwach Aptekarzy.

### Arsenal
W dniu 19 czerwca 2018 roku, Arsenal ogłosił, że Leno podpisał pięcioletni kontrakt, a kwota transakcji wyniosła 22,5 mln funtów. Leno zadebiutował, w zwycięskim meczu 4:2 nad Worsklą Połtawą w ramach Ligi Europy. W rozgrywkach Premier League zadebiutował przeciwko Watfordowi, zastępując kontuzjowanego Petra Čecha. Niemiec zachował czyste konto i został pochwalony przez trenera Kanonierów Unaia Emery’ego.

### Fullham
W dniu 2 sierpnia 2022 Leno odszedł z Arsenalu za 8 milionów funtów do innego londyńskiego klubu, a mianowicie Fulham. Podpisał z klubem kontrakt do 30 czerwca 2025 roku.

## Kariera reprezentacyjna
29 maja 2016 zadebiutował w reprezentacji Niemiec w przegranym 1:3 towarzyskim meczu ze Słowacją, a dwa dni później znalazł się w 23-osobowej kadrze na Euro 2016.

## Sukcesy
Niemcy
- Puchar Konfederacji: 2017
- Mistrzostwo Europy U-17: 2009

## Życie prywatne
Ojciec Leno jest pochodzenia rosyjsko-niemieckiego. Mimo to sam Leno nie mówi płynnie w języku rosyjskim.